# شهرستان کوشچیان
شهرستان کوشچیان (به لهستانی: Powiat Kościan) یک شهرستان در لهستان است که در استان لهستان بزرگ‌تر واقع شده‌است. شهرستان کوشچیان ۷۲۲٫۵۳ کیلومتر مربع مساحت و ۷۷٬۷۶۰ نفر جمعیت دارد.